# Державний концерн «Ядерне паливо»
Державний концерн «Ядерне паливо» — державне господарське об'єднання, утворене відповідно до розпорядження Кабінету Міністрів України від 17 квітня 2008 р. № 650. Концерн діє на принципах повної господарської самостійності та самоокупності, несе відповідальність за результати провадження господарської діяльності та виконання зобов'язань.

## Мета
Основною метою діяльності Концерну є створення виробництва ядерного палива.
Концерн утворено для:
- вдосконалення управління атомно-промисловим комплексом;
- розвитку уранового та цирконієвого виробництва;
- створення виробництва елементів власного ядерного палива та потужностей з фабрикації тепловиділяючих збірок;
- досягнення світового рівня конкурентоспроможності продукції і отримання прибутку від провадження виробничої, інвестиційної, комерційної, торговельної, фінансової, посередницької та іншої господарської діяльності в порядку та на умовах, установлених законодавством та Статутом.

Контроль за діяльністю Концерну здійснює Міністерство енергетики та вугільної промисловості України.
Основними напрямами діяльності Концерну є:
- реалізація інвестиційних проектів, налагодження ефективних організаційно-господарських зв'язків між учасниками за рахунок концентрації інтелектуальних, фінансових та виробничих ресурсів учасників;
- участь у реалізації міжнародних проектів в атомно-промисловому комплексі;
- проведення:
  - маркетингових досліджень внутрішнього та зовнішнього ринку в галузі атомної енергетики та промисловості, освоєння нових ринків збуту продукції Концерну та учасників, здійснення заходів щодо розвитку та розширення торговельно-економічних зв'язків;
  - операцій з цінними паперами;
  - техніко-економічного аналізу та оцінки діяльності, розроблення і здійснення заходів щодо підвищення її ефективності;
  - випробувань дослідних зразків і установчих партій сучасної техніки, в тому числі подвійного призначення;
  - експорт товарів (робіт, послуг) власного та невласного виробництва;
- виконання:
  - науково-дослідних і проектно-конструкторських робіт, а також робіт з розроблення і впровадження новітніх технологій у сфері виробництва ядерного палива;
  - будівельних робіт;

## Керівництво
Управління діяльністю Концерну здійснюють Правління і Генеральний директор.
До складу правління входять Генеральний директор, його заступники та керівники учасників, а також представники Міненерговугілля і Професійної спілки працівників атомної енергетики та промисловості. Формою роботи правління Концерну є засідання, що скликаються не рідше ніж один раз на місяць.
З 16 квітня 2014 року Генеральним директором концерну був Дробот Сергій Анатолійович.

## Структура
- Східний гірничо-збагачувальний комбінат
- Державне підприємство «Смоли»
- УкрНДПРІ промтехнології
- Завод з виробництва ядерного палива